# Snedevergulden

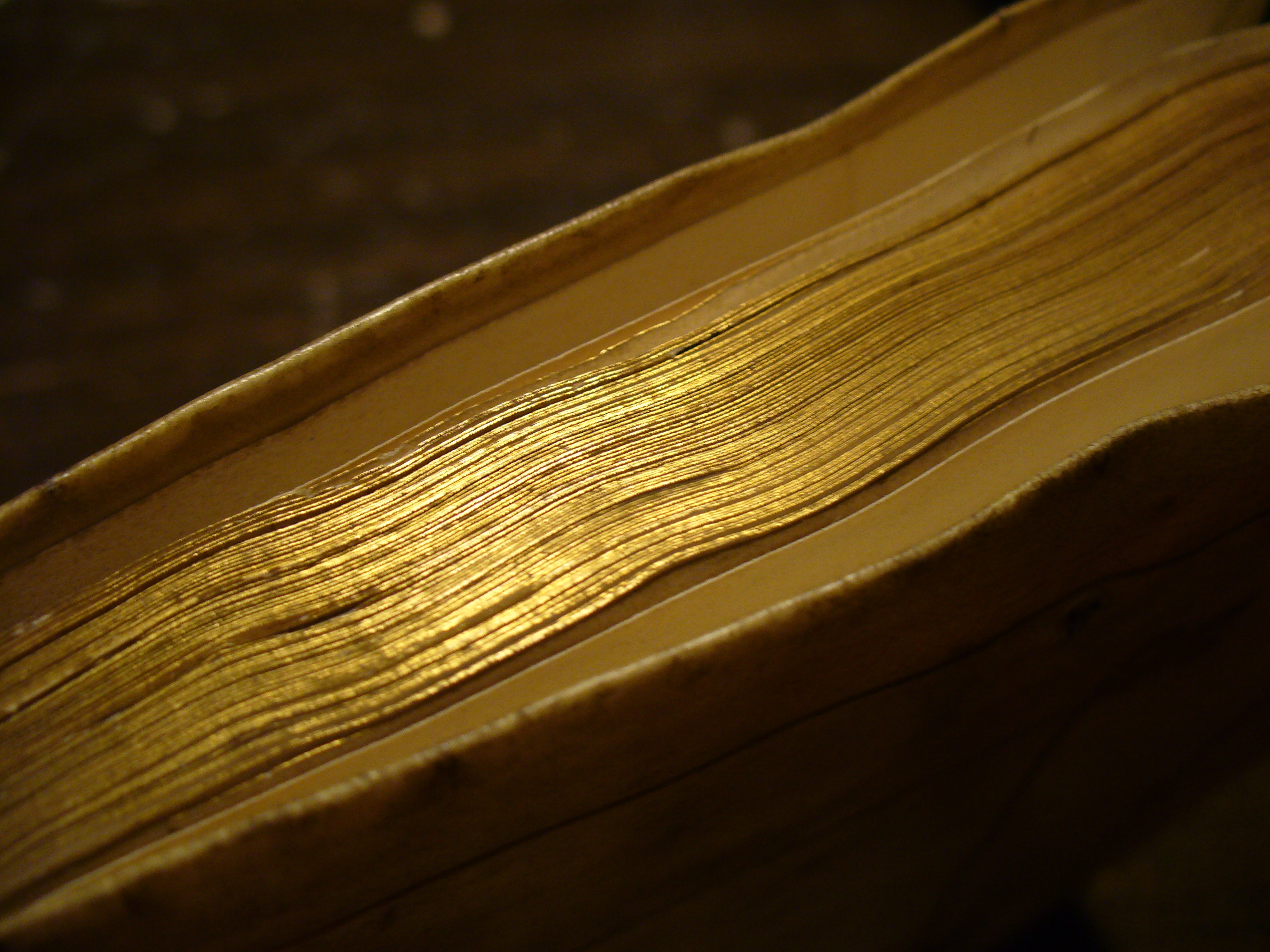
De vergulde randen van een boek

Snedevergulden is het versieren van de afgesneden rand of randen van het boekblok met goud. Het is een oude boekversieringstechniek die vooral bij kostbare drukken werd uitgevoerd. Een boek voorzien van vergulde randen wordt ook wel aangeduid met de term "goud op snee". Een moderne variant is de sneden te bedekken met een kleur of zelfs met hologramfolie.
Echt kostbare werken werden ook wel gegaufreerd: voorzien van versiering met een reliëf ('embossing'). Ook nu worden deze technieken wel toegepast, maar op veel kleinere schaal dan in de 19e of vroege 20e eeuw.

## Techniek

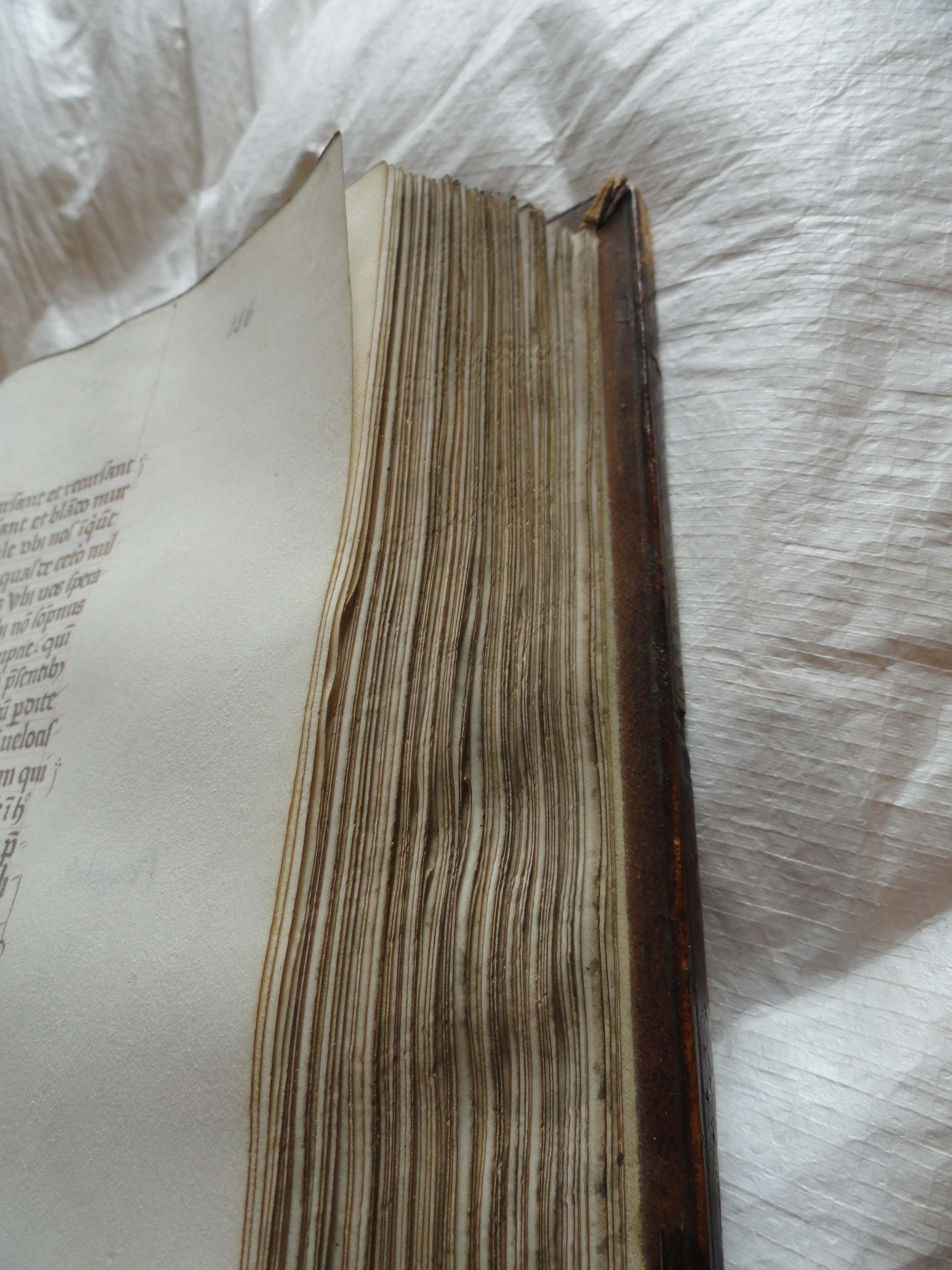
Vergulde rand, Brugge, Archief Grootseminarie, Ms. 113/78.

Met behulp van een laag eiwit of fijne klei en stijfsel wordt een basislaag gelegd op de gladgemaakte en gepolijste snede van het boekblok. Een reep bladgoud wordt op maat gesneden, op de basislaag gekleefd en na het drogen nogmaals gepolijst met agaat.